# 계양면
계양면(桂陽面)은 경기도 부천군을 거쳐서 김포군에 있었던 행정 구역이다. 현재의 인천광역시 계양구 계양동 일원과 계산4동의 일부이다.

## 역사
- 1914년 4월 1일 : 부평군 동면(東面), 당산면(堂山面), 황어면(黃魚面)을 통합하여 계양면이 신설되었다.[2](15면)

1914년의 행정구역과 현재의 행정구역 비교
| 조선총독부령 제111호 |                                                                           |
| 구 행정구역          | 신 행정구역                                                               |
| 부평군 동면          | 계양면 박촌리, 방축리, 병방리, 용종리, 임학리                             |
| 부평군 당산면        | 계양면 귤현리, 동양리, 상야리, 평리, 하야리                               |
| 부평군 황어면        | 계양면 갈산리, 노오지리, 독실리, 목상리, 선주지리, 오류리, 이화리, 장기리 |
- 1973년 7월 1일 부천군이 폐지되면서 오정면과 계양면이 김포군에 편입되었다.[4]

| 법률 제2597호 |             |
| 구 행정구역   | 신 행정구역 |
| 부천군 계양면 | 김포군 일부 |
- 1989년 1월 1일 계양면이 인천직할시 북구로 이관되었다.[5] (1읍 7면)
- 1995년 인천광역시로 승격된 후, 인천광역시 부평구의 경인고속도로 이북 지역을 관할로 계양구가 신설되었다.

## 같이 보기
- 계양동